# Cachoeira do Bom Jesus
Cachoeira do Bom Jesus est un district de la municipalité de Florianópolis, capitale de l'État brésilien de Santa Catarina. Il fut créé le 19 février 1916. Il couvre une superficie de 30 km² et se situe au nord de l'île de Santa Catarina, entre les districts de Canasvieiras, de Ratones, de São João do Rio Vermelho et d'Ingleses do Rio Vermelho.
Son nom vient de l'existence d'une cascade (cachoeira en portugais) sur la colline de Bom Jesus, situé dans le district.
Le siège du district se trouve dans la localité du même nom, Cachoeira do Bom Jesus. Les autres localités du district sont:
- Lagoinha
- Ponta das Canas
- Praia Brava
- Vargem do Bom Jesus
- Vargem Grande